# Liste von Moorleichen
Die Liste von Moorleichen enthält eine Auswahl internationaler Moorleichenfunde.
Aus Europa sind gegenwärtig etwa 1000 menschliche Moorleichenfunde dokumentiert und wissenschaftlich bestätigt. Die Funde datieren aus der Jungsteinzeit bis in die Gegenwart mit einer deutlichen Häufung in der nordeuropäischen Eisenzeit. Die Schwerpunkte der räumlichen Verteilung liegen in Irland, Großbritannien, den Niederlanden, Dänemark, sowie Schleswig-Holstein und Niedersachsen. Erste Katalogisierungen von Moorleichenfunden erfolgten für Schleswig-Holstein 1873 durch Heinrich Handelmann und Adolf Pansch, durch Johanna Mestorf 1871, 1900 und 1907. Der in Fachkreisen umstrittene Moorleichenforscher Alfred Dieck listete in seinem unvollendeten Hauptwerk schließlich mehr als 1850 Moorleichenfunde aus Europa auf, von denen jedoch ein großer Teil wissenschaftlich nicht nachprüfbar ist oder sich als falsch herausstellte. Für die Niederlande veröffentlichte der Archäologe Wijnand van der Sanden 1990 eine erste Zusammenstellung, die er 1992 noch einmal erweitern konnte. Für Großbritannien und Irland gaben Briggs und Turner 1986 sowie ergänzend Turner 1995, und für Irland Ó Floinn 2005 weitere Fundauflistungen heraus.
Die nachfolgende Auflistung ist jedoch weder für die zeitliche noch für die räumliche Verteilung der Moorleichenfunde repräsentativ.
| Name                             | Fundjahr | Geschlecht | Land           | Region               | Datierung                           | Foto              | Bemerkung |
| -------------------------------- | -------- | ---------- | -------------- | -------------------- | ----------------------------------- | ----------------- | --- |
| Amcotts Moor Woman               | 1747     | W          | Großbritannien | Lincolnshire         | 200–400                             | Abbildung pbs.org | Früher Fund, von dem nur noch der linke Bundschuh erhalten ist.                                                                                                   |
| Bockstensmann                    | 1936     | M          | Schweden       | Hallands län         | 1230–1430                           |                   | Schwedens bekannteste Moorleiche. |
| Cladh Hallan                     | 1998     | D          | Großbritannien | Äußere Hebriden      | 1600–1300 v. Chr.                   |                   | Eine Reihe prähistorischer Moorleichen, die zum Teil erst mehrere hundert Jahre nach ihrem Ableben bestattet wurden.                                              |
| Clonycavan-Mann                  | 2003     | M          | Irland         | County Meath         | 392–201 v. Chr.                     |                   | Mann mit einer Art Irokesenhaarschnitt. |
| Frau von Borremose               | 1948     | W          | Dänemark       | Nordjylland          | um 770 v. Chr.                      |                   | Auch Borremose III genannt. |
| Dannike-Frau                     | 1942     | W          | Schweden       | Västra Götalands län | nach 1690                           |                   | Im Moor bestattete Pfeifenraucherin. |
| Frau von Elling                  | 1938     | W          | Dänemark       | Midtjylland          | 280–140 v. Chr.                     |                   | |
| Frau von Haraldskær              | 1835     | W          | Dänemark       | Syddanmark           | um 490 v. Chr.                      |                   | Auch Königin Gunhild dänisch Dronning Gunhild genannt. |
| Frau von Huldremose              | 1879     | W          | Dänemark       | Midtjylland          | 350–41 v. Chr.                      |                   | |
| Mann von Koelbjerg               | 1941     | M          | Dänemark       | Syddanmark           | um 8000 v. Chr.                     |                   | Älteste bisher gefundene Moorleiche. Bisher bekannt als Frau von Koelbjerg und nach neuesten DNA-Analysen aber ein Mann                                           |
| Frau von Luttra                  | 1947     | W          | Schweden       | Västra Götalands län | 3105–2935 v. Chr.                   |                   | Auch Hallonflickan (schwedisch für Himbeermädchen) genannt. |
| Frau von Meenybraddan            | 1978     | W          | Irland         | County Donegal       | 1040–1410                           |                   | |
| Frau von Peiting                 | 1957     | W          | Deutschland    | Bayern               | 1290–1440                           |                   | Auch Rosalinde genannt. Eine von dem üblichen Bestattungsritus abweichende Sonderbestattung.                                                                      |
| Frau von Stidsholt               | 1859     | W          | Dänemark       | Nordjylland          | unsicher (wahrscheinlich Eisenzeit) |                   | Durch Enthauptung vom Körper getrennter Kopf. |
| Frau von Zweeloo                 | 1951     | W          | Niederlande    | Drenthe              | 60–155                              |                   | |
| Grauballe-Mann                   | 1952     | M          | Dänemark       | Midtjylland          | 375–255 v. Chr.                     |                   | |
| Jan Spieker                      | 1978     | M          | Deutschland    | Niedersachsen        | 1828                                |                   | Eine namentlich bekannte Person, die in einer Notlage abseits eines Friedhofs vor Ort bestattet wurde.                                                            |
| Junge von Kayhausen              | 1922     | M          | Deutschland    | Niedersachsen        | 4.–1. Jahrhundert v. Chr.           |                   | |
| Kind aus der Esterweger Dose     | 1939     | M          | Deutschland    | Niedersachsen        | 1046–1164                           |                   | Auch als Kind aus der Sedelsberger Dose, Junge von Burlage oder trivial Burli genannt. (Erhaltene Knochen auf der Zeichnung rot markiert)                         |
| Lindow-Mann                      | 1984     | M          | Großbritannien | Cheshire             | 20–90                               |                   | Großbritanniens bekannteste und bestuntersuchte Moorleiche. |
| Mädchen aus dem Bareler Moor     | 1784     | W          | Deutschland    | Niedersachsen        | 260–395                             |                   | Der früheste Moorleichenfund, von dem noch Teile (Hautfragmente der rechten Brust, auf Zeichnung rot markiert) erhalten sind.                                     |
| Mädchen aus dem Uchter Moor      | 2000     | W          | Deutschland    | Niedersachsen        | um 650 v. Chr.                      | [ 16 ]            | Auch Moora genannt, bislang letzter Moorleichenfund aus Deutschland.                                                                                              |
| Mädchen von Dröbnitz             | 1939     | W          | Polen          | Ermland-Masuren      | unsicher um 500 v. Chr.             |                   | Auf ostpreußischem Gebiet gefunden. |
| Mädchen von Röst                 | 1926     | W          | Deutschland    | Schleswig-Holstein   | 200–95 v. Chr.                      |                   | |
| Mädchen von Yde                  | 1897     | W          | Niederlande    | Drenthe              | 40 v. Chr. bis 50                   |                   | Bekannteste Moorleiche der Niederlande. |
| Mann aus Jührdenerfeld           | 1934     | M          | Deutschland    | Niedersachsen        | 179 v. Chr. bis 25                  |                   | Auch als Mann von Bockhornerfeld bekannt. |
| Mann von Bernuthsfeld            | 1907     | M          | Deutschland    | Niedersachsen        | 680–775                             |                   | Neuerdings trivial auch Berni genannt. |
| Mann von Borremose               | 1946     | M          | Dänemark       | Nordjylland          | um 840 v. Chr.                      |                   | Auch Borremose I genannt. Schema des Erhaltungszustandes kurz nach der Auffindung 1946: Rot = Knochenfrakturen, Hautfarben = Weichteilgewebe, Grau/Weiß = Knochen |
| Mann von Damendorf               | 1900     | M          | Deutschland    | Schleswig-Holstein   | 135–335                             |                   | Mit Suebenknotenfrisur. |
| Mann von Dätgen                  | 1959     | M          | Deutschland    | Schleswig-Holstein   | 135–385                             |                   | |
| Mann von Emmer-Erfscheidenveen   | 1938     | M          | Niederlande    | Drenthe              | 1370–1215 v. Chr.                   |                   | |
| Mann von Exloermond              | 1914     | M          | Niederlande    | Drenthe              | um 400 v. Chr.                      |                   | |
| Mann von Gallagh                 | 1821     | M          | Irland         | County Galway        | 470–120 v. Chr.                     |                   | |
| Mann von Husbäke 1931            | 1931     | M          | Deutschland    | Niedersachsen        | unsicher                            |                   | |
| Mann von Husbäke 1936            | 1936     | M          | Deutschland    | Niedersachsen        | 75-215                              |                   | |
| Mann von Kragelund               | 1898     | M          | Dänemark       | Nordjylland          | um 1099                             |                   | Auch Fredriksdalmanden genannt. |
| Mann von Kreepen                 | 1903     | M          | Deutschland    | Niedersachsen        | 1440-1625                           |                   | Überreste gingen im Zweiten Weltkrieg verloren. |
| Mann von Neu-England             | 1941     | M          | Deutschland    | Niedersachsen        | 140–320                             |                   | |
| Mann von Neu Versen              | 1900     | M          | Deutschland    | Niedersachsen        | 135–385                             |                   | Auch Roter Franz genannt. |
| Mann von Obenaltendorf           | 1895     | M          | Deutschland    | Niedersachsen        | 260–380                             |                   | |
| Mann von Osterby                 | 1948     | M          | Deutschland    | Schleswig-Holstein   | 75–130                              |                   | Enthaupteter Kopf mit Suebenknotenfrisur. |
| Mann von Porsmose                | 1946     | M          | Dänemark       | Seeland              | 2850–2670 v. Chr.                   |                   | Schädel mit Pfeilspitze in Nase und Gaumen. |
| Mann von Rendswühren             | 1871     | M          | Deutschland    | Schleswig-Holstein   | 1. bis 2. Jahrhundert               |                   | |
| Mann von Windeby                 | 1952     | M          | Deutschland    | Schleswig-Holstein   | 380–185 v. Chr.                     |                   | Auch Windeby II genannt. |
| Mann von Worsley Moss            | 1958     | M          | Großbritannien | City of Salford      | 131-151                             |                   | |
| Männer von Hunteburg             | 1949     | M          | Deutschland    | Niedersachsen        | 245–415                             |                   | Zwei miteinander bestattete Männer, deren Leichen bei der Konservierung vernichtet wurden.                                                                        |
| Männer von Weerdinge             | 1904     | M          | Niederlande    | Drenthe              | 40 v. Chr. bis 50                   |                   | In den Niederlanden früher auch als Herr und Frau Veenstra oder das Paar von Weedringe bekannt, da eine der Leichen als Frau missinterpretiert wurde.             |
| Moorleiche aus dem Rieper Moor   | 1754     | U          | Deutschland    | Niedersachsen        | 253–348                             |                   | Deutschlands zweitältester dokumentierter Moorleichenfund |
| Moorleiche Borremose II          | 1947     | U          | Dänemark       | Nordjylland          | um 475 v. Chr.                      |                   | Weder Todesursache noch Geschlecht waren bestimmbar. |
| Moorleiche von Bunsoh            | 1890     | U          | Deutschland    | Schleswig-Holstein   | 560–620                             |                   | |
| Moorleiche von Kibbelgaarn       | 1791     | M          | Niederlande    | Groningen            | unbekannt                           | nicht verfügbar   | Aus schriftlichen Quellen geht hervor, dass die Moorleiche verkauft und zu Mumia verarbeitet wurde.                                                               |
| Moorleiche von Lindow I          | 1983     | W          | Großbritannien | Cheshire             | um 250                              |                   | Auch Frau von Lindow genannt; ein Kopf, den die Polizei zunächst einem rezenten Mordfall zuschrieb und der den Mordverdächtigten zu einem Geständnis veranlasste. |
| Moorleiche von Pangerfilze       | 1927     | M          | Deutschland    | Bayern               | 18. Jahrhundert                     |                   | Die Überreste des Fundes sind verschollen. |
| Moorleiche von Tumbeagh          | 1998     | U          | Irland         | County Offaly        | 12. oder 13. Jahrhundert            |                   | Erste Moorleiche, die bei einer planmäßigen archäologischen Ausgrabung entdeckt wurde.                                                                            |
| Moorleiche von Windeby I         | 1952     | M          | Deutschland    | Schleswig-Holstein   | 41–118                              |                   | Früher als Mädchen von Windeby bekannt, nach neuesten Untersuchungen von 2006 ein Junge.                                                                          |
| Moorleichen von Wijster          | 1901     | U          | Niederlande    | Drenthe              | um 1600                             |                   | Eine Gruppe von vier Personen. |
| Old-Croghan-Mann                 | 2003     | M          | Irland         | County Offaly        | 362–175 v. Chr.                     |                   | Mit geschätzten 198 cm die größte bisher gefundene historische Person.                                                                                            |
| Stoneyisland-Mann                | 1929     | M          | Irland         | County Galway        | 3350–3220 v. Chr.                   |                   | Irlands älteste bekannte Moorleiche. |
| Tollund-Mann                     | 1950     | M          | Dänemark       | Midtjylland          | 375–210 v. Chr.                     |                   | Dänemarks bekannteste Moorleiche. |
| Windover                         | 1982     | D          | USA            | Florida              | 5340–5230 v. Chr.                   |                   | Mit bisher 168 geborgenen Moorleichen gehört der Fundplatz zu den wichtigsten Moorfundkomplexen weltweit.                                                         |
| Mann von Bleivik                 | 1952     | M          | Norwegen       | Rogaland             | 6110–5890 v. Chr.                   |                   | |
| Moorfund von Rappendam           | 1941     | W          | Dänemark       | Seeland              | 5. Jahrtausend v. Chr.              |                   | . |
| Mann aus Hogenseth               | 1920     | M          | Deutschland    | Niedersachsen        | unbekannt                           | nicht verfügbar   | Die Überreste des Fundes wurde ohne wissenschaftliche Untersuchung vergraben und gelten als verschollen.                                                          |
| Moorleiche Bremervörde FStNr. 98 | 1934     | W~         | Deutschland    | Niedersachsen        | 634–689                             |                   | Auch bekannt als Moorleiche von Bremervörde Gnattenbergswiesen |
| Gunnister Man                    | 1951     | M          | Großbritannien | Shetland             | 1690–1710                           |                   | |
| Cashel Man                       | 2011     | M          | Irland         | County Laois         | 2141–1960 v. Chr.                   |                   | |
| Torfhund von Burlage             | 1953     | U          | Deutschland    | Niedersachsen        | 1477–1611                           |                   | Eine der wenigen nahezu vollständig erhaltenen Tiermoorleichen.                                                                                                   |